# Eucereon rububa
Eucereon rububa là một loài bướm đêm thuộc phân họ Arctiinae, họ Erebidae.